# Cuphea gaumeri
Cuphea gaumeri är en fackelblomsväxtart som beskrevs av Emil Bernhard Koehne. Cuphea gaumeri ingår i släktet blossblommor, och familjen fackelblomsväxter. Inga underarter finns listade i Catalogue of Life.